# Hyper Neo-Geo 64
De Hyper Neo-Geo 64 was een door het japanse SNK ontwikkeld arcadespelsysteem voor gebruik in de arcadehal. Het was het eerste en enige door SNK ontwikkelde hardware dat geschikt was voor 3D grafische weergave.
Het werd ontwikkeld  om SNK voor te gaan in het 3D-tijdperk en moest tevens een hardwarebasis vormen voor een toekomstig spelcomputersysteem voor thuisgebruik en haar enigszins verouderde Neo-Geo spelcomputer zou vervangen. SNK hoopte dat deze zou kunnen concurreren met de Sega Mega Drive, de Sony PlayStation, Atari Jaguar en Nintendo's Nintendo 64.
Het systeem werd gelanceerd in september 1997 en de eerste titel die voor het systeem werd uitgebracht Road's Edge, spoedig gevolgd door Samurai Shodown 64 en Fatal Fury: Wild Ambition. Hoewel alle drie de spellen er grafisch goed verzorgd uitzagen werd geen van de spellen bijzonder goed ontvangen. De hardcore SNK-fans prefereerden de 2D-versies van Samurai Shodown en Fatal Fury en ook bij nieuwkomers werd zelden interesse opgewekt. Zowel Namco als Sega beschikten over superieure arcadehardware en een grotere softwarebibliotheek met 3D-spellen om gebruikers mee te verleiden.
Tegen 1999 was het systeem op sterven na dood, met slechts zeven uitgebrachte spellen en slechts één, Fatal Fury: Wild Ambition, werd ooit geconverteerd naar een ander spelsysteem, de Sony PlayStation, zij het met een sterk gehavende grafische weergave en die er niet in slaagde recht te doen aan de originele arcadeversie.

## Technische specificaties
- Processoren: 64-bit RISC-chip met 4 MB RAM en 64 MMB programmageheugen
- Geluidschip: 32-kanaals PCM wavetable geluidsweergave, met een maximale samplingfrequentie van 44.1 kHz (cd-kwaliteit) en 32 MB geheugen voor wavetable geluid

### Weergave
- Kleurenpalet: 16,7 miljoen
- Maximaal aantal kleuren op het scherm: 4.096
- 3D-weergave: 96 MB Vertexgeheugen, maximaal 16 MB textuurgeheugen
- 2D Sprite:
  - animatie: 60 frames per seconde, 128 MB geheugen voor karakters
  - belangrijkste functies: schalen, montage, chain, mozaïek, mesh, actie, omhoog/omlaag, links/rechts (vv.)
- 2D-scrollweergave: tot 4 spelplanes, 64 MB geheugen voor karakters
  - belangrijkste functies: schalen, revolution, morphing; horizontale/verticale schermsplitsing en regelscrolling

## Andere Neo-Geo systemen
Verschillende systemen voor thuisgebruik werden ontwikkeld die waren gebaseerd op dezelfde hardware als de speelhalvariant. Ook werden er twee handzame en draagbare systemen ontwikkeld onder de naam Neo-Geo Pocket.
- Neo-Geo CD
- Neo-Geo CDZ
- Neo-Geo Pocket
- Neo-Geo Pocket Color